# 小海町北相木村南相木村中学校組合立小海中学校
小海町北相木村南相木村中学校組合立小海中学校（こうみまち  きたあいきむら  みなみあいきむ  ちゅうがっこうくみあいりつ  こうみちゅうがっこう）は、長野県南佐久郡小海町にある組合立中学校である。

## 概要
南佐久郡小海町・北相木村・南相木村で組織する中学校組合が、設置者である。
通学区域は、小海町・北相木村・南相木村の全域である。

## 沿革

### 経緯
1947年、小海中学校として設立された。その後、1960年に北牧中学校と統廃合、小海中学校となる。1979年に北相木村立中学校を併合し、小海町北相木村中学校組合立小海中学校となる。1983年、南相木村立南相木中学校を統合し、小海町北相木村南相木村中学校組合立小海中学校となる。

### 年表
- 1947年（昭和22年） - 小海村立小海中学校第一回卒業式
- 1956年（昭和31年）9月30日 - 小海村と北牧村が合併し、小海町発足。
- 1960年（昭和35年）8月1日 - 小海町立小海中学校・小海町立北牧中学校を統廃合し、新たに小海町立小海中学校として発足
- 1962年（昭和37年）4月2日 - 小海町立小海中学校開校式 入学式[2]
- 1977年（昭和52年） - 小海町・北相木村両町村統合中学校建設決議。北相木村立北相木中学校と合同職員会・クラスマッチを行う
- 1979年（昭和54年）4月1日 - 北相木村立北相木中学校を併合し、小海町北相木村中学校組合立小海中学校となる。
- 1983年（昭和58年）4月1日 - 中学校組合に南相木村が加わる。南相木村立南相木中学校を統合し、小海町北相木村南相木村中学校組合立小海中学校となる。
- 1995年（平成7年）1月30日 - 長野県学校優良校として表彰される

## 学校教育目標
「自学自習」「思いやりの心」

## 学校行事
| - 4月 入学式・1学期始業式 防災訓練 修学旅行(3年) - 5月 - 6月 | - 7月 八ヶ岳登山(2年) 地域巡り・宿泊学習 進路相談 1学期終業式 - 8月 学校保健委員会 2学期始業式 音楽鑑賞教室 - 9月 防災訓練 清流祭 | - 10月 - 11月 - 12月 中学校説明会 保護者懇談会 2学期終業式 | - 1月 3学期始業式 新入生保護者向け中学校説明会 - 2月 - 3月 3学期終業式 卒業式 |

## 生徒会活動
- 代議委員会
- 学芸放送委員会
- 給食委員会
- 美化委員会
- 図書新聞委員会
- 体育応援委員会
- 本部会
- 生活保健委員会
- （選挙管理委員会）
- （清流祭実行委員会）

## 部活動
- 運動系部活動
  - 野球部
  - サッカー部
  - バレーボール部
  - 女子バスケットボール部
  - 卓球部
  - 陸上部
- 文化系部活動
  - 吹奏楽部
  - 美術部

## 通学区域
- 小海町全域
- 北相木村全域
- 南相木村全域

## 進学前小学校
- 小海町立小海小学校
- 北相木村立北相木小学校
- 南相木村立南相木小学校

## 校区内の主な施設

### 小海町
- 小海高原美術館
- 松原湖温泉
- 稲子湯温泉
- 長野県小海高等学校

### 北相木村
- 栃原岩陰遺跡
- 北相木村考古博物館

### 南相木村
- 滝見の湯
- 南相木ダム

## 交通

### 公共交通機関
- JR東日本小海線小海駅下車　駅前通りを北へ徒歩約5分

### 自家用車
- 中部横断自動車道佐久南インターチェンジから、国道141号線を南へ20km。

## 関係者

### 出身者
- 内田湘大 - プロ野球選手